# Western (Oeganda)
Western is een regio van Oeganda.
Western telt 6.417.449 inwoners op een oppervlakte van 49.599 km². De hoofdstad van de regio is Mbarara.
Western grenst in het westen aan Congo (Kinshasa), in het noorden aan de regio Northern, in het oosten aan Central en in het zuiden aan Tanzania en Rwanda.
De regio is onderverdeeld in 35 districten, 75 county's, 408 sub-county's, 1.937 gemeenten (parishes) en telt 15.559 dorpen.

## Lijst van districten
- Buhweju
- Bulisa
- Bundibugyo
- Bunyangabu
- Bushenyi
- Hoima
- Ibanda
- Isingiro
- Kabale
- Kabarole
- Kagadi
- Kakumiro
- Kamwenge
- Kanungu
- Kasese
- Kazo
- Kibaale
- Kikuube
- Kiruhura
- Kiryandongo
- Kisoro
- Kitagwenda
- Kyegegwa
- Kyenjojo
- Masindi
- Mbarara
- Mitooma
- Ntoroko
- Ntungamo
- Rubanda
- Rubirizi
- Rukiga
- Rukungiri
- Rwampara
- Sheema